# Stein an der Traun
Stein an der Traun is een plaats in de Duitse gemeente Traunreut, deelstaat Beieren.
De plaats kwam in het nieuws doordat een rotsblok ter grootte van een autobus op een, circa 100 jaar oud, woonhuis viel, waar een gezin in woonde. Het rotsblok kwam op 25 januari 2010 kort voor 20.00 uur naar beneden. Hierbij kwamen de vader (45) en de dochter (18) om het leven. De moeder (40) en de zoon (16) zijn levend onder het puin vandaan gehaald, en zij zijn inmiddels buiten levensgevaar. Van het huis is niets meer over.